# Chiddingfold
Chiddingfold est un village situé dans le district du Waverley dans le Surrey en Angleterre.
La population est de 2 960 habitants en 2013.
À proximité se trouve la forêt de Chiddingfold, reconnue comme un site d'intérêt scientifique particulier.
À 5 km se trouve la Ferme de Fisher Lane, studio d'enregistrement du groupe Genesis.

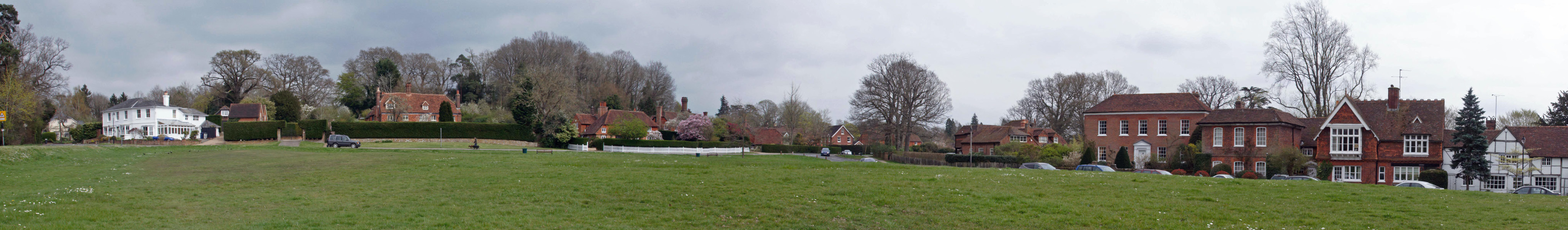
Vue panoramique de Chiddingfold